# Курулька (річка)
Курулька — річка у Ізюмському районі Харківської області, ліва притока Сухого Торця (басейн Сіверського Донця).

## Опис
Довжина річки 16  км., похил річки — 5,4  м/км, найкоротша відстань між витоком і гирлом — 12,65  км, коефіцієнт звивистості річки — 1,27 .   Формується з 1 безіменного струмка та 1 водойми. Площа басейну 119  км².

## Розташування
Річка бере початок в селі Дібрівне. Тече переважно на південний захід в межах сіл Курульки та Пашкове. На південному сході від села Олександрівки впадає у річку Сухий Торець, ліву притоку Казенного Торця.

## Цікавий факт
- Біля гирла річки пролягає залізнична дорога. На правому березі річки на відстані приблизно 2,04 км розташована станція Гусарівка.